# A Concise History of Russia (Бушкович)
A Concise History of Russia (с англ. — «Краткая история России») — монография американского историка, профессора Йельского университета доктора философии (PhD) по истории П. Бушковича, изданная в 2012 году издательством Кембриджского университета в серии «Cambridge Concise Histories» (с англ. — «Кембриджские краткие истории»).

## Описание
Монография П. Бушковича «A Concise History of Russia» вышла в 2012 году в издательстве Кембриджского университета из серии «Cambridge Concise Histories». Была издана в Нью-Йорке, Мельбурне, Мадриде, Кейптауне, Сингапуре, Сан-Паулу, Дели, Токио и Мехико. В книге представлены её одобрения историками Д. Ливеном, М. Перри, М. По и Р. Г .Суни (с. iii).
Книга представляет собой обзор более чем 1000-летней истории России, охватывая период от образования Киевской Руси до распада СССР. В кратком эпилоге, не включённом в список глав, П. Бушкович анализирует как распад СССР, так и создание новых структур Российской Федерации при её первом президенте Б. Н. Ельцине и его преемнике В. В. Путине. Рассматривается развитие, преемственность и изменения в российской истории. Однако, в тех случаях, когда в каких-либо аспектах истории России вопросы носят остро дискуссионный характер П. Бушкович избегает давать собственные интерпретации, освещая их поверхностно.
В своей монографии П. Бушкович, в частности, прослеживает изменения геополитического положения России среди европейских и азиатских держав, её войны и экспансию. Отдельные главы посвящены культуре России, — её литературе, живописи, музыке и пр. При этом он также описывает биографии наиболее значимых писателей, музыкантов, художников и архитекторов XVIII—XIX веков. Рассматривает развитие образования в России, которому особо способствовала вестернизация XVIII века. Также в книге прослеживаются политические институты, социально-экономические проблемы, революционное движение, советский эксперимент с социализмом и прочие важные факторы в истории России.
В 2013 году книга была переиздана в Турине на итальянском языке издательством Einaudi под заглавием «Breve storia della Russia: dalle origini a Putin» (с итал. — «Краткая история России: от истоков до Путина»).

## Рецензии
- Gilbert G. Review: Paul Bushkovitch, A Concise History of Russia, Cambridge University Press: Cambridge, 2012; 491 pp., 20 illus.; 9780521835626; 9780521543231 (англ.) // European History Quarterly[англ.]. — SAGE, 2014. — Vol. 44, iss. 3. — P. 511—513. — ISSN 1461-7110.
- Häfner L. Review: Paul Bushkovitch: A Concise History of Russia. Cambridge (usw.): Cambridge University Press, 2011. 491 S., 20 Abb. = Cambridge Concise Histories. ISBN 978-0-521-83562-6 (нем.) // Jahrbücher für Geschichte Osteuropas. — Franz Steiner Verlag, 2015. — Bd. 63, H. 4. — S. 649—650. — ISSN 0021-4019. — JSTOR 43820133.
- Hosking G. A. Review: Bushkovitch, Paul. A Concise History of Russia. Cambridge Concise Histories. Cambridge University Press, Cambridge and New York, 2012. xxiv + 491 pp. (англ.) // The Slavonic and East European Review[англ.]. — Modern Humanities Research Association[англ.] and University College London, School of Slavonic and East European Studies[англ.] Canadian Slavonic Papers, 2013. — Vol. 91, no. 4. — P. 896—898. — ISSN 2222-4327.
- Martin J. L. B. Review: Bushkovitch, Paul. A Concise History of Russia. Cambridge Concise Histories. New York: Cambridge University Press, 2011. xxiv + 491 pp. ISBN 978 0-521-54323-1 (англ.) // The Russian Review. — Wiley-Blackwell for the University of Kansas, 2012. — Vol. 71, no. 4. — P. 682—683. — ISSN 1467-9434. — JSTOR 23263942.